# Oxytropis gebleriana
Oxytropis gebleriana là một loài thực vật có hoa trong họ Đậu. Loài này được Schrenk miêu tả khoa học đầu tiên.